# Mujer del Peñón
Mujer del Peñón è il nome con il quale sono conosciuti i resti fossili di un essere umano di sesso femminile trovato a Peñón de los Baños un distretto della Città del Messico. L'importanza di questo reperto archeologico consiste nella datazione rilevata tramite radiocarbonio-14 che indica una età di circa 13000 anni, che contraddirebbe l'ipotesi che l'uomo arrivò in America dall'Asia durante l'ultima glaciazione, ovvero 11500 anni or sono.